# Ziemia (film 1930)
Ziemia (ros. Земля, Ziemlja) – czarno-biały niemy film ukraińskiego reżysera Ołeksandra Dowżenki z 1930 roku. 
Kontrast poetyckiego obrazu natury z propagandą rosyjskich kołchozów.
W międzynarodowej ankiecie brukselskiej z 1958 roku rozpisanej przez Bureau International de la Recherche Historique Cinématografique film Ziemia zajął dziesiąte miejsce na liście najlepszych filmów świata.

## Obsada
- Stepan Szkurat
- Siemion Swiaszczenko
- Julija Sołncewa
- Jelena Maksimowa
- Piotr Masocha